# جزر حبيبة
جزر حبيبة هي أرخبيل من الجزر ذات منشأ بركاني، تقع قبالة شاطئ مداغ في بلدية عين الكرمة غربي ولاية وهران، تلقب برئة المتوسط لأنها تشكل متنفسًا بيئيًا فريدًا من نوعه وهي كذلك مستوطنة لآلاف الطيور.
الأرخبيل مكون من خمس جزر اثنتان منها أكبر من الأخريات؛ الأولى تسمى ثوريا طولها 1200 متر وعرضها 600 متر والثانية تقع شمال الأولى وهي أصغر منها. تقدر مساحة الأرخبيل الإجمالية بـ 26.84 كلم²، في حين تبلغ مساحة أكبر الجزر 40 هكتارا (تساوي تقريباً مساحة دولة الفاتيكان). كما يحيط بالأرخبيل مجموعة من الصخور والجزر الغارقة.
كانت الجزر مأهولة بالسكان إلى أن قامت الحكومة الجزائرية بترحيل السكان وتدمير المنازل للمحافظة على بيئة الأرخبيل الفريدة والنادرة. للأرخبيل منارة على الجزيرة الكبرى على علو 105 أمتار (بنيت عام 1879) يؤدي إليها مسلك ترابي يعد من أجمل المسالك الموجودة في الجزر في الجزائر وحوض البحر الابيض المتوسط.
الجزر قبلة للسياح والمصطافين الذين يتخذون من وهران وجهة سياحية، ويتزايد عدد الزوار كل عام بسبب تزايد المركبات السياحية والفنادق. كما أن للجزر أهمية إستراتيجية لوقوعها عند الحدود بين ولايتي وهران وعين تيموشنت وتعد من أقرب النقاط من إسبانيا وأوروبا.

## أصل التسمية
توضح أقدم المصادر المتوفرة أن التسمية الأصلية للجزر هي جزر حبيبة وذلك وفقاً لخارطة عثمانية للجغرافي بيري رئيس (ولد ما بين 1465 و1470 وتوفي ما بين 1554 و1555) رسمها لسواحل وهران ومستغانم وتشير إلى جزر حبيبة بإسمها الأصلي (حبيبة).
خضع القطاع الوهراني وسواحله للإستعمار الإسباني والفرنسي لقرون وهو ما ترك أثره البليغ في اللهجة الوهرانية ومن ذلك نجد الاسم الشائع لجزر حبيبة لدى المحليين اليوم هو حبيباص أو جزر حبيباس وهو تهجئة مباشرة من (بالإسبانية: Islas Habibas) أو (بالفرنسية: Îles Habibas)

## الجغرافيا والمناخ

### الوصف الجغرافي

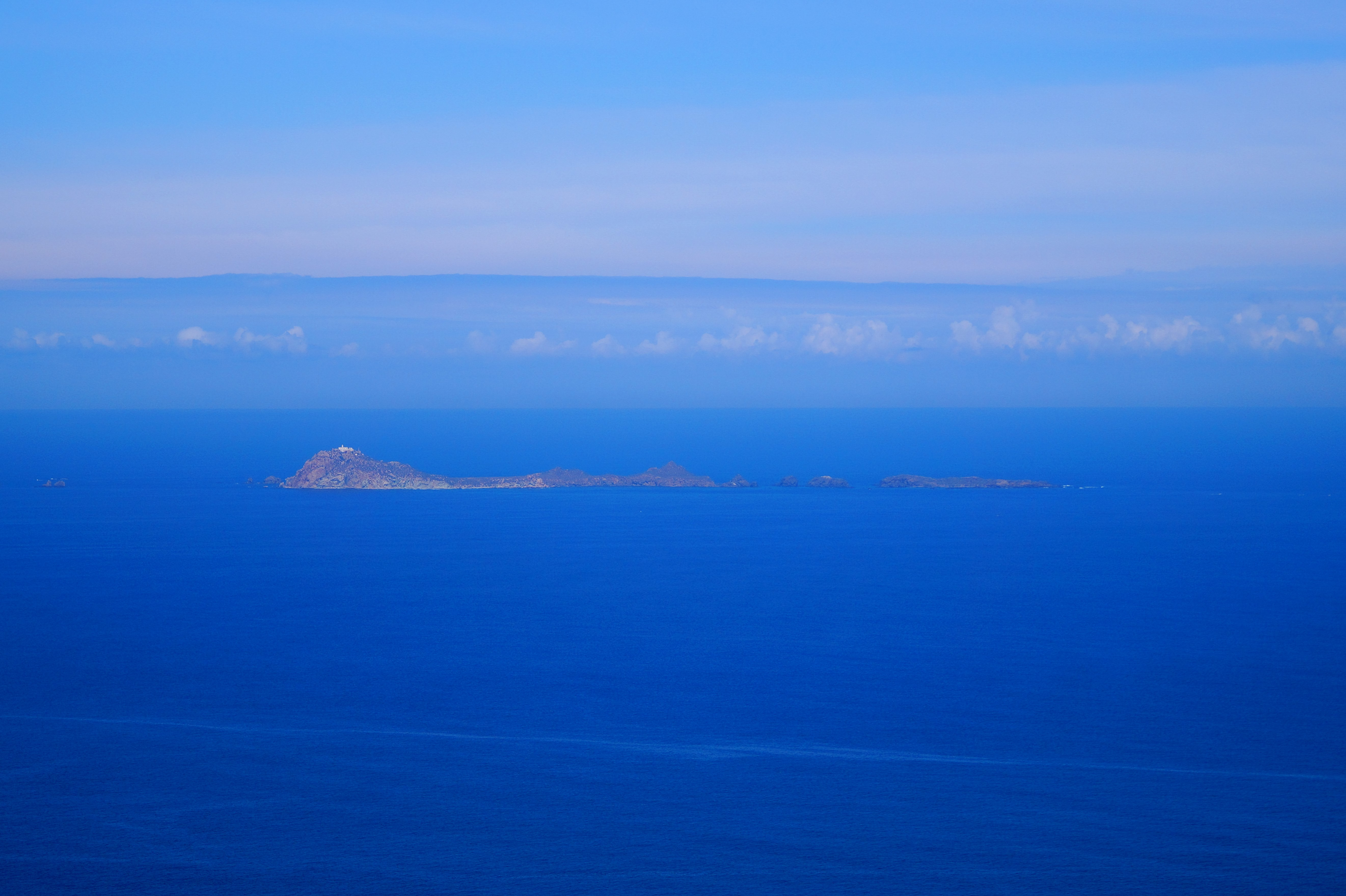
صورة جوية لجزر حبيبة

يقع الأرخبيل على بعد 9.8 كيلومتر من ساحل الجزائر ويتكون من عدد كبير من الصخور البحرية وبعض الجزر، أهم الجزر وأكبرها تدعى جزيرة ثوريا، يبلغ طولها 1200 متر وعرضها من 160 إلى 600 متر. تقع أعلى قمة في جنوب غرب الجزيرة على ارتفاع 103 أمتار فوق مستوى سطح البحر وتعلوها منارة. هناك بالجزيرة خليج صغير على الساحل به مرسى جيد للقوارب الصغيرة.
وتقع الجزيرة الثانية الأصغر شمال شرق الجزيرة السابقة. إلى الغرب من الجزيرة يوجد خليج الميتة حيث تم اكتشاف جثة امرأة إسبانية هناك.

### المناخ
| البيانات المناخية لـ{{{location}}} | البيانات المناخية لـ{{{location}}} | البيانات المناخية لـ{{{location}}} | البيانات المناخية لـ{{{location}}} | البيانات المناخية لـ{{{location}}} | البيانات المناخية لـ{{{location}}} | البيانات المناخية لـ{{{location}}} | البيانات المناخية لـ{{{location}}} | البيانات المناخية لـ{{{location}}} | البيانات المناخية لـ{{{location}}} | البيانات المناخية لـ{{{location}}} | البيانات المناخية لـ{{{location}}} | البيانات المناخية لـ{{{location}}} | البيانات المناخية لـ{{{location}}} |
| الشهر                              | يناير                              | فبراير                             | مارس                               | أبريل                              | مايو                               | يونيو                              | يوليو                              | أغسطس                              | سبتمبر                             | أكتوبر                             | نوفمبر                             | ديسمبر                             | المعدل السنوي                      |
| ---------------------------------- | ---------------------------------- | ---------------------------------- | ---------------------------------- | ---------------------------------- | ---------------------------------- | ---------------------------------- | ---------------------------------- | ---------------------------------- | ---------------------------------- | ---------------------------------- | ---------------------------------- | ---------------------------------- | ---------------------------------- |
| المتوسط اليومي °م (°ف)             | 11.7 (53.1)                        | 12.4 (54.3)                        | 13.8 (56.8)                        | 15.7 (60.3)                        | 18.3 (64.9)                        | 21.6 (70.9)                        | 24.7 (76.5)                        | 25.5 (77.9)                        | 23.3 (73.9)                        | 19.6 (67.3)                        | 15.5 (59.9)                        | 12.8 (55.0)                        | 17.9 (64.2)                        |
| الهطول مم (إنش)                    | 44 (1.7)                           | 35 (1.4)                           | 26 (1.0)                           | 26 (1.0)                           | 23 (0.9)                           | 08 (0.3)                           | 1 (0.0)                            | 1 (0.0)                            | 13 (0.5)                           | 33 (1.3)                           | 54 (2.1)                           | 56 (2.2)                           | 320 (12.4)                         |
| المصدر:                            |                                    |                                    |                                    |                                    |                                    |                                    |                                    |                                    |                                    |                                    |                                    |                                    |                                    |

## السكان
سكنت جزر حبيبة على فترات متقطعة في تاريخها، فقد سكنها إنسان ما قبل التاريخ وترك فيها آثار صناعته الحجرية. ثم هجرت وأصبحت خالية من السكان لأزمنة طويلة حتى القرون الوسطى كما أثبتت ذلك حملة بيرو نينو سنة 1404 ثم عاد وسكنها بعض البحارة لفترة من الزمن في منازل بسيطة، لتخليها السلطات الجزائرية قبيل إعلانها محمية طبيعية. في الآونة الأخيرة لم يعد بالجزيرة سوى عمال المنارة وبعض السياح الذين يأتون من حين لآخر وبعض الباحثين العلميين.
تشهد جزر حبيبة كذلك وفود الكثير من مرشحي الهجرة غير الشرعية الذين تتحطم سفنهم بالقرب منها أو يلجؤون إليها عند تعرضهم للاضطرابات الجوية، يلقى أغلبية ألائك المهاجرين غير الشرعيين حتفهم غرقاً في البحر أو نتيجة العطش على الجزيرة ويتم إنقادهم في حالات أخرى.

## التاريخ

### ماقبل التاريخ
سكن جزر حبيبة الإنسان منذ فترات ما قبل التاريخ، كانت هذه الجزر محل لاكتشافات أثرية لا سيما محطة أدوات ما قبل التاريخ الواقعة بها. وبهذا تكون محطة حبيبة لأدوات ما قبل التاريخ نادرة إن لم نقل الوحيدة في الجزائر الواقعة على جزيرة.

### القرون والوسطى
تاريخ جزر حبيبة جزء لا يتجزأ من تاريخ وهران التي كانت حتى سقوط الأندلس سنة 1492 دولة مدينة، بمثابة إمارة منفصلة عن الزيانيين، لم تولي هذه الإمارة إهتماماً بجزر حبيبة التي لم تكن صالحة للسكن نظراً لعدم توفر مصادر للمياه العذبة بها وصعوبة إنشاء حامية عليها آنذاك.
أسر الفرنج ابن الحاج النميري رسول السلطان محمد الخامس بن يوسف حاكم غرناطة إلى صاحب تلمسان السلطان أحمد بن موسى هو ومن بأسطول سفره من المسلمين بأحواز جزيرة حبيبة من جهة وهران، ففداه السلطان بمال كثير.

قال إبن الحاج عن موضوع أسره: 

#### الحقبة الإسبانية الأولى

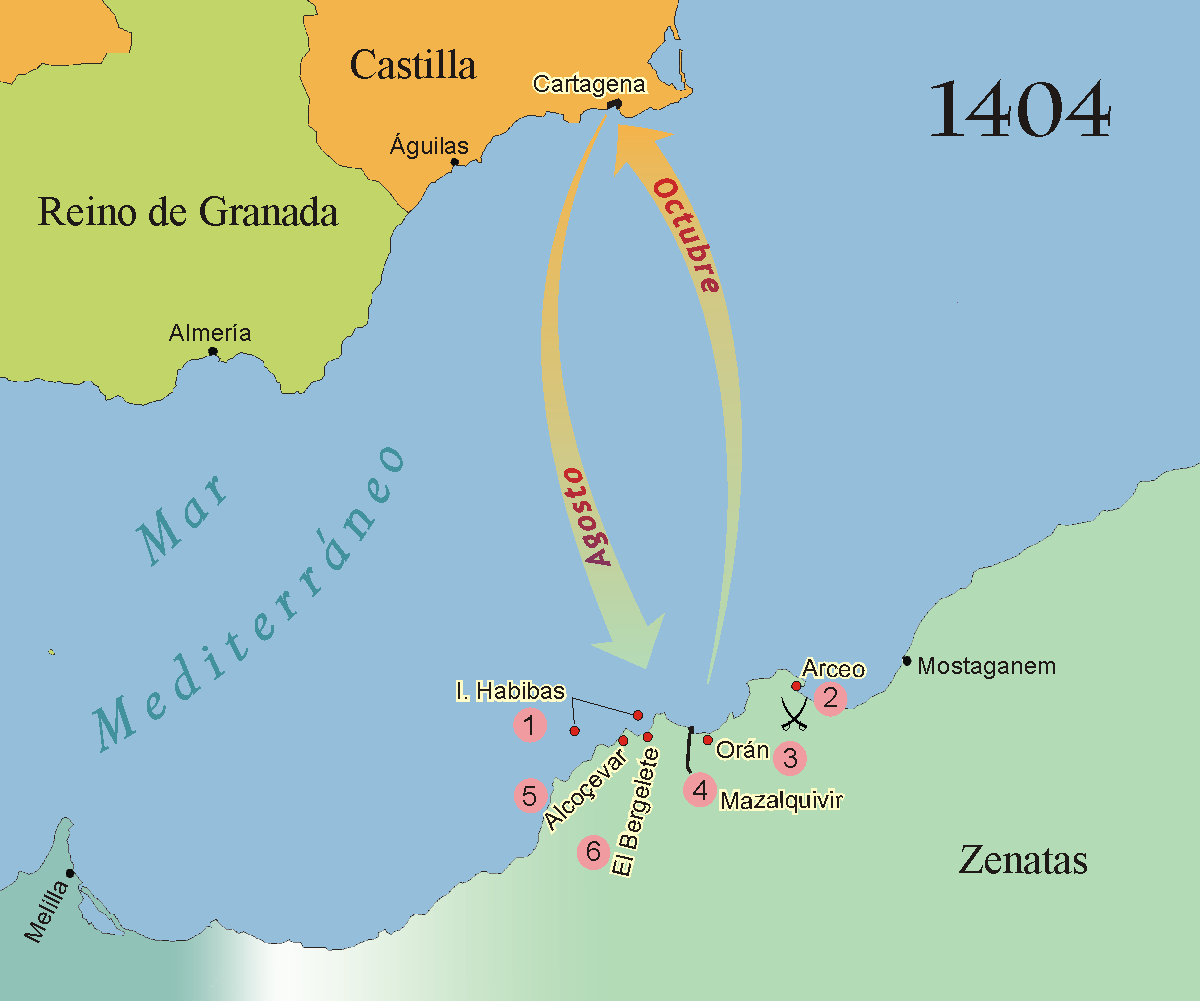
خريطة تبين تفاصيل حملة بيرو نينو الثالثة

كانت وهران عرضة للحملات الإسبانية، فبعد الأولى والثانية قرر بيرو نينو القيام برحلة جديدة إلى الساحل البربري رغم تحذير الأطباء بأن جروحه خطيرة ويجب أن يستريح للشفاء. لكنه لم يتراجع عن قراره وسرعان ما أمر بتنظيم الحملة الثالثة لأسطوله إلى أراضي المغاربة. غادر قرطاجنة مدفوعا برياح شرقية قوية مبحراً بكامل شراعه باتجاه الجنوب وبعد يوم واحد تمكنوا من رؤية الساحل الأفريقي والرسو بجزر حبيبة المعروفة بالقرب من مدينة وهران، حيث «يترقبون مرور السفن المغاربية». في سبتمبر 1404، تعرضت سفن نينو لعاصفة واضطر إلى اللجوء إلى جزر حبيبة. قرر نينو بعد قضاء عشرين يومًا دون التمكن من الإبحار مع نقص الطعام وخاصة الماء أن يذهب مرة أخرى إلى الساحل الوهراني رغم معرفته للخطر الذي ينطوي عليه ذلك. كونهم لا يعرفون المنطقة، كان الإسبان يتجولون بالساحل طوال الليل وعندما تشرق الشمس يصبحون في خطر كبير نظراً لوجود مجموعات من الفرسان في كل مكان فيتراجعون إلى البحر ويعودوا إلى جزر حبيبة حيث قواربهم وسفنهم. لم يتمكن مسلموا وهران من إكتشاف أمر الإسبان إلا بعد تمكن هؤلاء من التزود بالمياه وهبوب رياح مكنتهم من الوصول بسلام لأراضيهم بقرطاجنة. لم يكن لحملات نينو الثلاث أي نتيجة سياسية أو عسكرية لصالح الإسبان ولكنها كانت فرصة للتعرف على الضفة الجنوبية للمتوسط بالنسبة لهم.
في عام 1505، رست السفن الإسبانية بالمرسى الكبير في أول حملتها على وهران. تحالف الكونت الكوديت عام 1554 مع محمد الشيخ سلطان السعديين في المغرب الأقصى ضد العثمانيين الذين تموقعوا في الجزائر.

#### الحقبة العثمانية الأولى

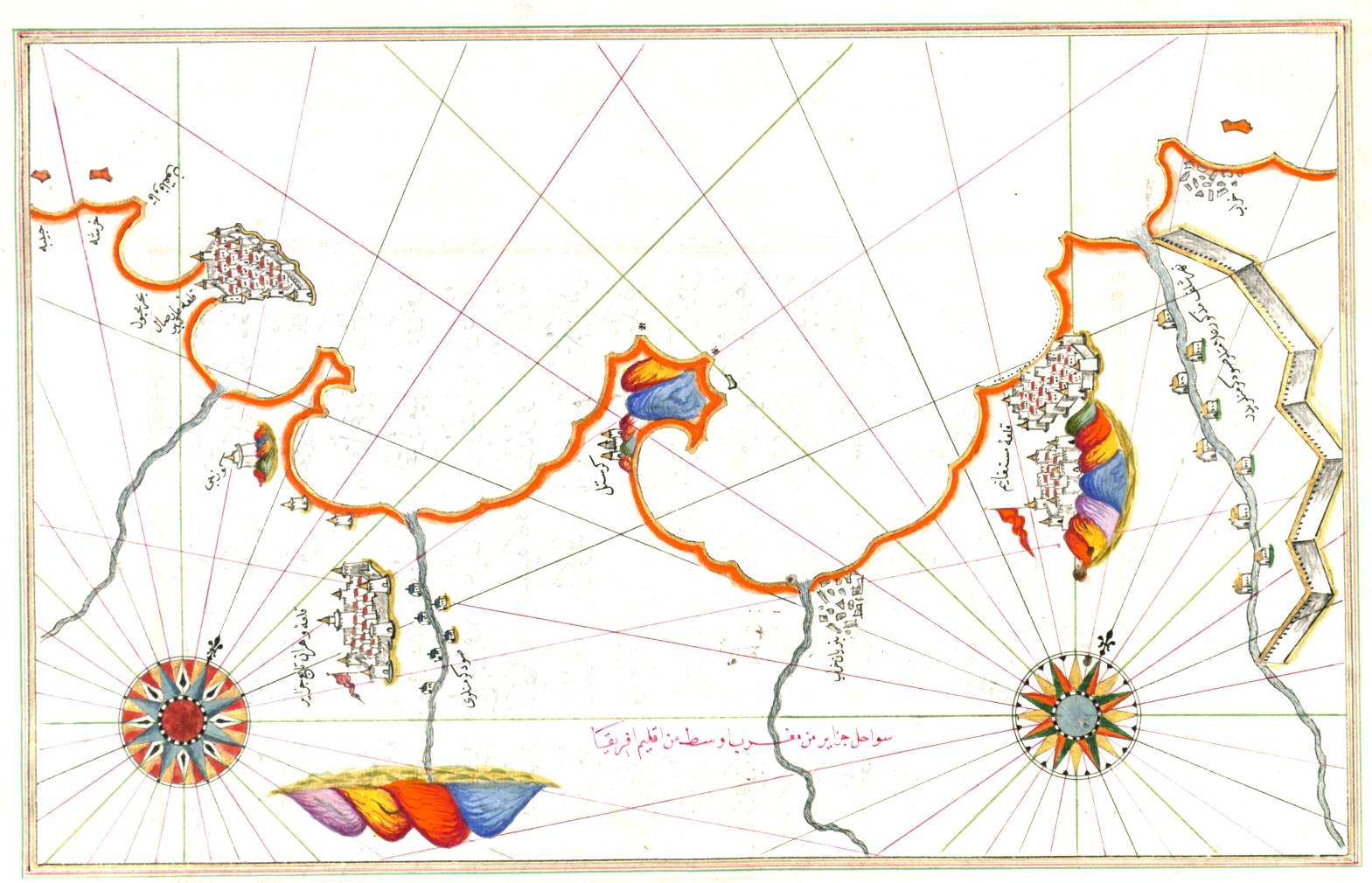
خارطة عثمانية (للجغرافي بيري رئيس) لسواحل وهران ومستغانم تظهر في أقصى اليسار جزر حبيبة بإسمها الأصلي (حبيبة)

بدأت بتحرير مصطفى بوشلاغم مؤسس مدينة معسكر وهران وجزرها بأمر من داي الجزائر بتاريخ 20 يناير 1708 بعد أن ظلت لفترة آخر نقطة صامدة للإسبان على السواحل الجزائرية، وقد جعل منها بوشلاغم عاصمة جديدة لبايلك الغرب الذي كان يحكمه من معسكر. وظل بوشلاغم حاكما لوهران بدون مشاكل حتى سنة 1732.

#### الحقبة الإسبانية الثانية
عاود الإسبان الهجوم على مدينة وهران سنة 1732 وتمكنوا من دخولها وهو ما دفع بوشلاغم للجوء إلى مستغانم. أدى زلزال وهران عام 1790 والحرائق التي تبعته لإبطال مقترح كارلوس الثالث ملك إسبانيا على إنجلترا مبادلتها وهران بجبل طارق.
استحالت إعادة بناء وهران وأصبح الدفاع عنها مكلفاً للغاية وهو ما دفع ملك إسبانيا ليفاوض داي الجزائر العاصمة من أجل تسليمها له وذلك بعد حصار طويل وزلزال جديد حلحل دفاع الإسبان، استلم الباي محمد بن عثمان السلطة في المدينة بموجب معاهدة وقعت في 12 سبتمبر 1792.

#### الحقبة العثمانية الثانية
تبدأ بعد توقيع الإسبان لاتفاقية بالتنازل عن مدينة وهران للعثمانيين مقابل السماح لهم بأخذ المدافع والذخيرة. وبذلك دخلها محمد الكبير أوائل مارس 1792. وقد جاء التنازل نتيجة تراجع أهمية ميناء وهران خصوصاً بعد الزلزال وما تبعه من الحرائق والتكلفة الباهضة التي تكلفتها إسبانيا للحفاظ على المدينة.

### العصر الحديث

#### الحقبة الفرنسية
بقيت وهران تحت سلطة أيالة الجزائر حتى دخلها الجنرال شارل-ماري دينيس دامريمون قائد البعثة الفرنسية في 4 يناير 1831 وقد كانت بداية الإهتمام بجزر حبيبة منذ الأيام الأولى للإحتلال الفرنسي لوهران، فقد اعتبرت الجزر نقطة مهمة في الملاحة كمنارة بحرية. استمر الأمر حتى عام 1878 حيث تم تثبيت ضوء ثابت من الجيل الرابع على جزر حبيبة.

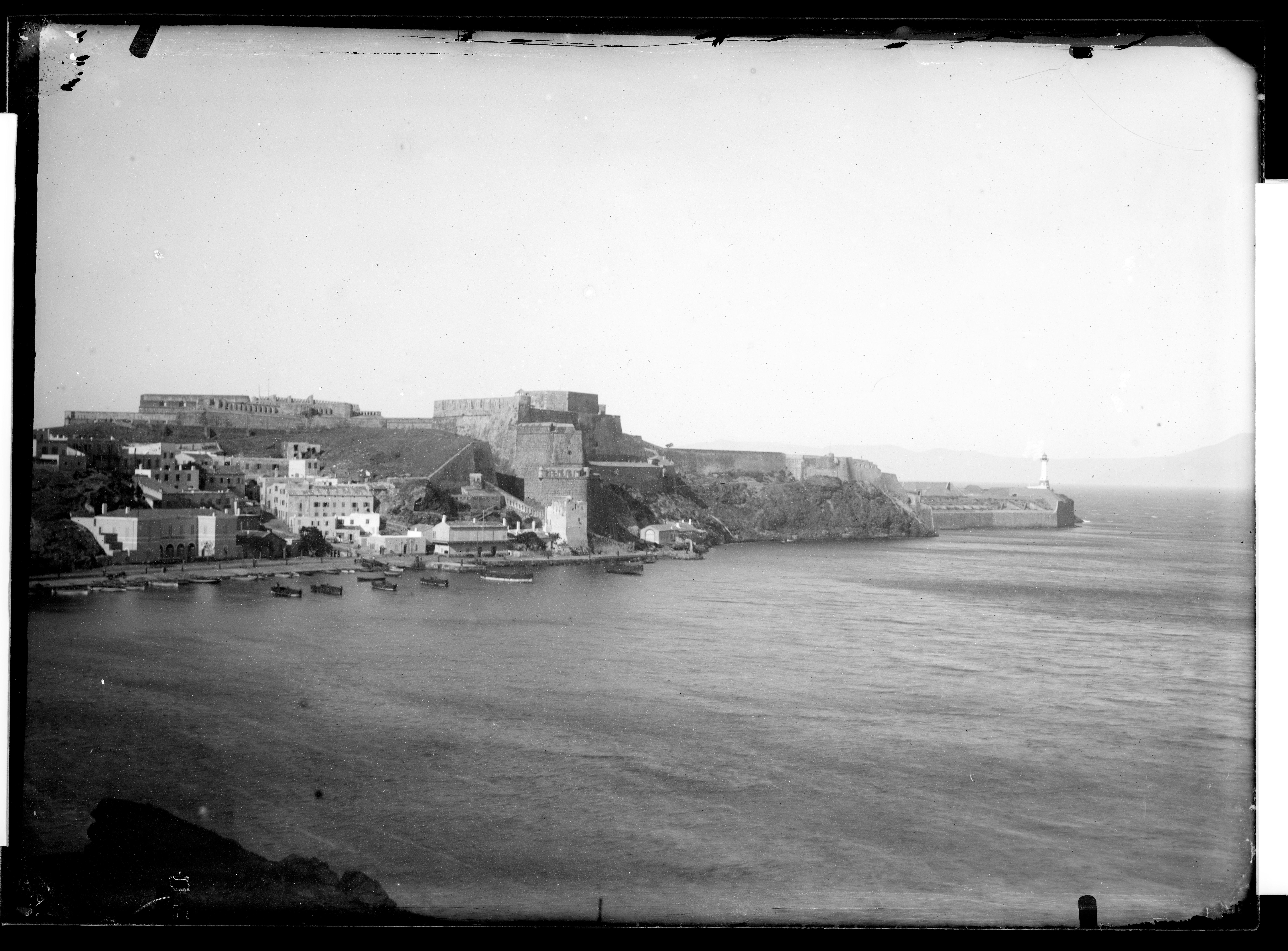
القاعدة البحرية المرسى الكبير الذي أبقيت نقطة جزر حبيبة تابعة له بعد أستقلال الجزائر

خلال الحرب العالمية الثانية تم تحطيم سفينة نقل جنود للقافلة UGS 7 الفرنسية وإغراقها في البحر الأبيض المتوسط 10 أميال بحرية (19 كم) شمال جزر حبيبة في الجزائر (35°59′N 1°25′W / 35.983°N 1.417°W) من قبل الغواصة الألمانية يو-565 (كريغسمارينه) مع فقدان 611 من أصل 1131 شخصًا كانوا على متنها. أنقذت سفينة ميشيغان (الولايات المتحدة) بفضل قوارب إنقاذ العديد من الجنود السنغاليين على متنها.
بعد أن قام الشعب الجزائري خلال سنوات ثورة التحرير بتضحيات جسام، جلس وفذ من الزعماء السياسيين الجزائريين للتفاوض مع الفرنسيين حول خارطة إنسحاب الفرنسيين وتسلم السلطة منهم وقد انتهت المفاوضات بالتوقيع على اتفاق عرف باتفاق إيفيان ونصت المادة الأولى فيه على بقاء قاعدة المرسى الكبير البحرية تحت السلطة الفرنسية لمدة 15 عاماً قابلة للتجديد، ونصت المادة الثانية على تحديد قاعدة المرسى الكبير وفقاً للخريطة المرفقة بالإعلان وتتعهد الجزائر بمنح فرنسا النقاط المحددة حول القاعدة والواقعة في بلديات العنصر وبوتليليس ومسرغين وكذلك في جزر حبيبة والجزيرة المنبسطة والتسهيلات اللازمة لتشغيل القاعدة.
لم يقبل الكثير من الجزائريين ببعض بنود إيفيان خصوصاً ما تعلق منها بالسيادة الوطنية وعلى رأسهم ضباط جيش التحرير ومنهم الضابط في ثورة التحرير السيد مولاي بوزقزة والذي جاء عنه في رواية لحبيب السائح بعد مطالعته لنص الإتفاقية «ثم خرج يمضغ رمل مغصه كيف تتنازل الجزائر لعدو الأمس، حتى عن طريق الإيجار، عن سيادتها على قاعدة مرسى الكبير البحرية والجوية. وأن تتعهد بمنحه التسهيلات اللازمة لاستخدامها هي ومراكز بوتليليس، مسرغين، جزر حبيبة ومطار طفراوي كجزء من قاعدة المرسى الكبير، وعن منشآت التجارب النووية في عين إكر في تمنراست ورقان في أدرار وقواعد إطلاق الصواريخ في بشار وحماقير في العبادلة، وموقع التجارب الكيماوية في وادي الناموس، ومطارات بشار ورقان وعنابة وبوفاريك، وفوق ذلك كله أن تتنازل لشركات البترول الفرنسية عن استغلال نفط الصحراء وتكريره ونقله وتسويقه، فكيف لا يكون ذلك هو الصاعق الذي يفجر الوحدة التي كانت حرب التحرير صاغتها من النثارات والدم؟».

#### ما بعد استقلال الجزائر
كانت جزر حبيبة بموجب اتفاقيات إيفيان إحدى النقاط التي تمركز بها الفرنسيون كحدود لقاعدة المرسى الكبير، وقد أدى إنسحاب الفرنسيين من قاعدة المرسى في 31 جانفي 1968 إلى عودته كما جزر حبيبة وباقي النقاط إلى السيادة الوطنية الجزائرية في 2 فيفري من نفس السنة. قامت السلطات الجزائرية بإخلاء جزر حبيبة من السكان وصنفتها كمحمية طبيعية بحرية ذات أهمية إيكولوجية سنة 2003 وذلك لتنوعها البيولوجي والأنواع المهددة بالإنقراض التي تعيش فيها من نباتات وحيوانات برية وبحرية.

## المنشآت بجزر حبيبة

### المنارة

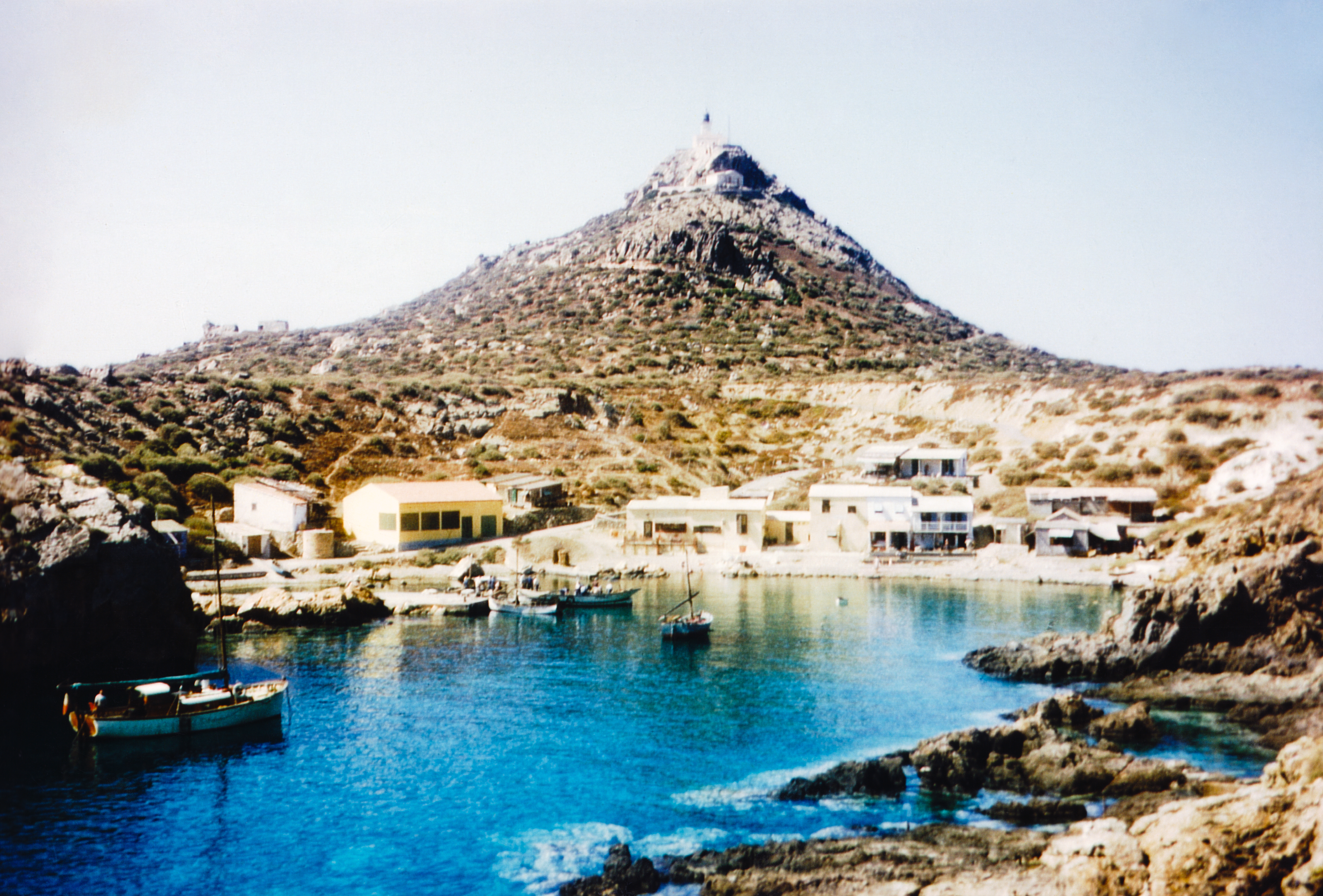
يظهر في الصورة مرفأ جزر حبيبة الطبيعي في أسفل الصورة ومنارة الجزر في أعلى القمة.

يبدو أنه قبل الاستعمار الفرنسي كان هناك عدد قليل من الفوانيس البدائية بالقرب من المباني التقليدية التي كانت بمثابة ملجأ للسفن البربرية. بداية من السنوات الأولى للغزو الفرنسي تم تثبيت أنوار أكثر كفاءة في النقاط الأكثر تميز ومنها في عام 1878 ضوء ثابت من الجيل الرابع على جزر حبيبة.
بنيت المنارة على أعلى قمة في الطرف الجنوبي من الجزيرة الرئيسية، برج مربع ببناء أملس زواياه مبنية بسلاسل حجرية مكشوفة، على مبنى حجري مستطيل زواياه مبنية بسلاسل حجرية مكشوفة كذلك. في المبنى عند سفح البرج، إقامة الحارس وغرفة للموظفين الزائرين المؤقتين، داخل المنارة لدينا غرف خدمة وجدار الإحاطة مبني بحجارة مكشوفة. تم تعديل أجهزة المنارة بشكل دوري بين عامي 1878 و 1900، تمثلت أبرز هذه التحسينات في استبدال الزيت المعدني بالزيت النباتي في عام 1881، ثم بعد ذلك من خلال اعتماد بعض أنوار المصابيح ذات المستوى الثابت.
يعاني حراس المنارة من ظروف عمل صعبة تتمثل خصوصاً في المداومة التي تدوم 10 أيام متواصلة على الجزيرة مع إمكانية تمديدها في حال العواصف البحرية، كما أن تجهيزات الإقامة وتخزين مياه الأمطار بالمنارة أصبحت متهالكة.

### مرسى حبيبة
تمتلك جزر حبيبة مرفأ طبيعي ترسوا به سفن الصيادين الذين كانوا يقيمون بالجزيرة قبل ترحيلهم أو الصيادين الذين يأتونها أحياناً، شهدت الجزر زيارات متكررة لزوارق النزهة خصوصاً بعد تصنيفها كمحمية طبيعية وذلك لتزايد طلب السياح على زيارتها وهو ما دفع لإطلاق مشروع مرفأ صغير من أجل زوارق النزهة.

## الأهمية البيئية

### التنوع الأحيائي
جزر حبيبة غنية بأنواع مختلفة من النباتات والحيوانات ذات الأهمية الخاصة، ولهذا السبب تم إعلانها محمية طبيعية. مثل:
- النباتات: من حيث النباتات، تعد جزر حبيبة موطنًا للأنواع النموذجية لحوض غرب البحر الأبيض المتوسط. تم جرد قائمة 97 نوعًا منها 9 أنواع مستوطنة بشمال إفريقيا أو بمنطقة وهران. من هذه القائمة يجب أن نسلط الضوء على الأصناف التالية: براسيكا مشوكة (بالإنجليزية: Brassica spinescens) و (بالإنجليزية: Spergularia pycnorrhiza) والأربيان ذهبي الأزهار (باللاتينية: Anthemis chrysantha) وخويفيرة بالنسية (بالإنجليزية: Koeleria balansae) والقربط الداكن (بالإنجليزية: Filago fuscescens).[21]

إذا كانت نباتات الجزر ذات أهمية كبيرة فالأمر ليس نفسه بالنسبة للحيوانات البرية. يجب فقط الإشارة لحالة السحلية ذات النظارات (بالإنجليزية: Lacerta perspicillata) وهي من الأنواع النادرة الموجودة أيضًا في جزر البليار.
- الطيور: تستخدم الطيور المهاجرة جزر حبيبة كمكان للراحة والتغذية على طريق الهجرة بين الشمال والجنوب، من بين 9 أنواع تم العثور عليها تمثل 8 منها عائلات مختلفة و 4 لديها درجة عالية من التوطن أو نادرة: نورس أدوين (بالإنجليزية: Larus audouinii) والصقر الأسحم (بالإنجليزية: Falco eleonorae) والغاقة الأوروبية (بالإنجليزية: Phalacrocorax aristotelis) وجلم الماء الكبير (بالإنجليزية: Calonectris diomedea).

تمثل النباتات والحيوانات البحرية تنوعًا ملحوظًا يتميز بوجود أنواع محمية مختلفة من البحر الأبيض المتوسط:
- اللافقاريات: بطلينوس صدئة (الصحنية العملاقة) (بالإنجليزية: Patella ferruginea) وشبه المرجان البرتقالي (بالإنجليزية: Astroides calycularis) [22] و (بالإنجليزية: Charonia nodifera) وطريث طريث (بالإنجليزية: Lithophaga lithophaga) و (بالإنجليزية: Paramucea clavata) وصدفة القلم النبيلة (بالإنجليزية: Pinna nobilis) و(بالإنجليزية: Pinna rudis) وقنفذ البحر الهامشي (بالإنجليزية: Centrostephanus marginatus)
- أسماك: هامور هامشي (بالإنجليزية: Epinephelus marginatus)
- الثدييات: دلفين أزرق أبيض (بالإنجليزية: Stenella coeruleoalba)
- الطحالب: منها الطحالب الكلسية الحمراء (بالإنجليزية: Lythophyllum lichenoides) ووطحلب بني مخطط (بالإنجليزية: Cystoseira stricta) و (بالإنجليزية: Hypnea cervicornis) و (بالإنجليزية: Axinilla sp).[23]

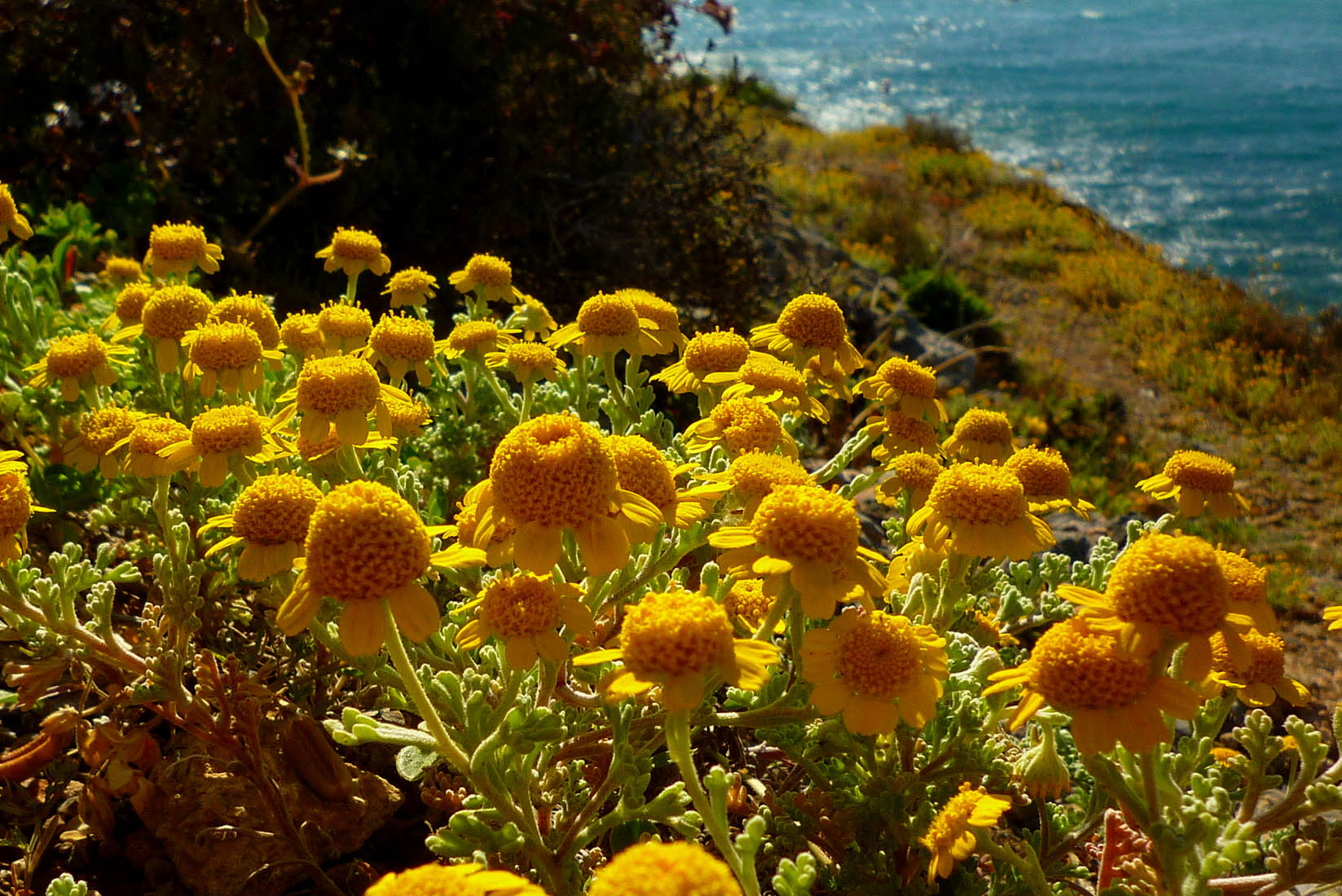
الأربيان ذهبي الأزهار
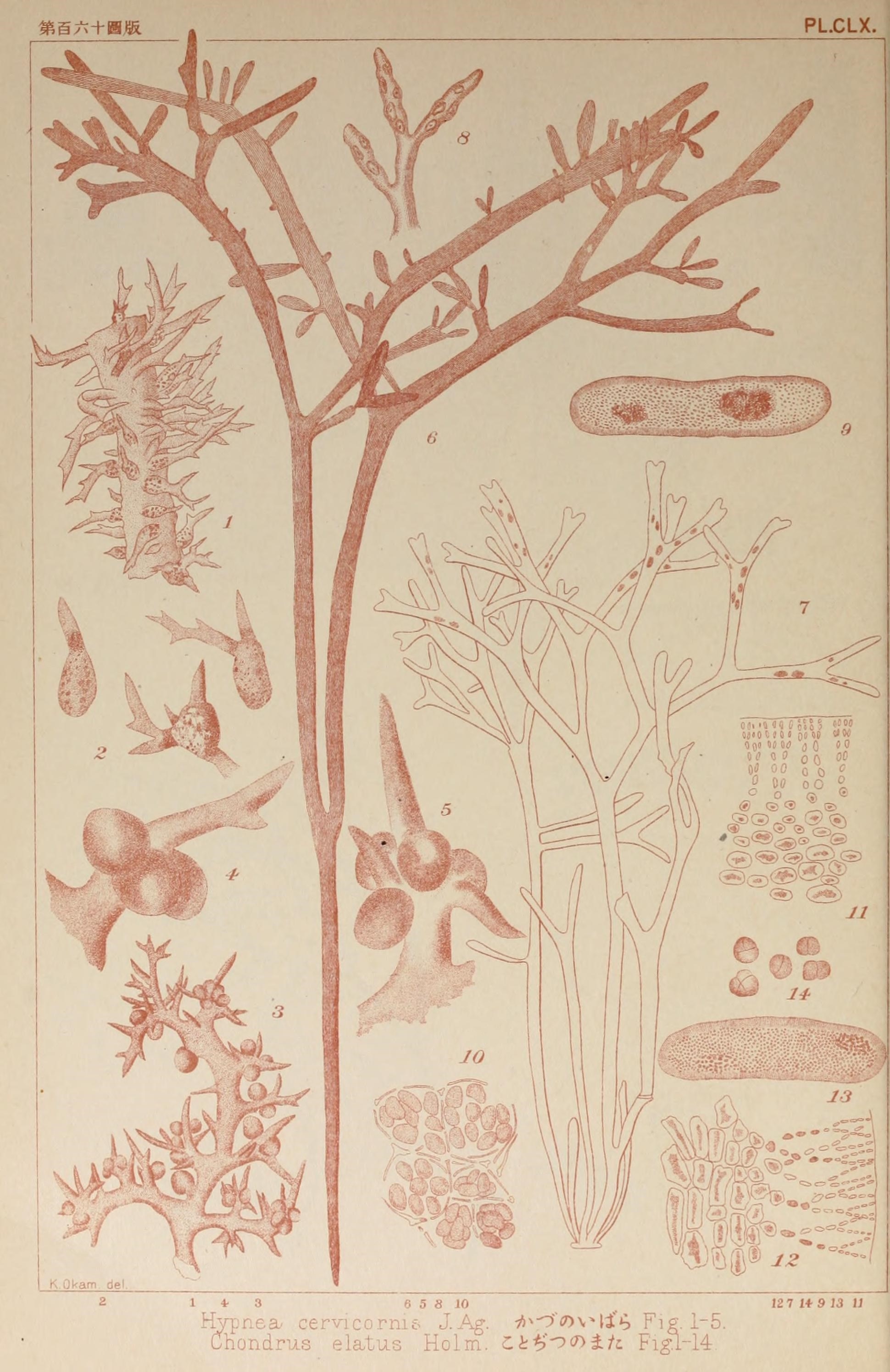
Hypnea cervicornis
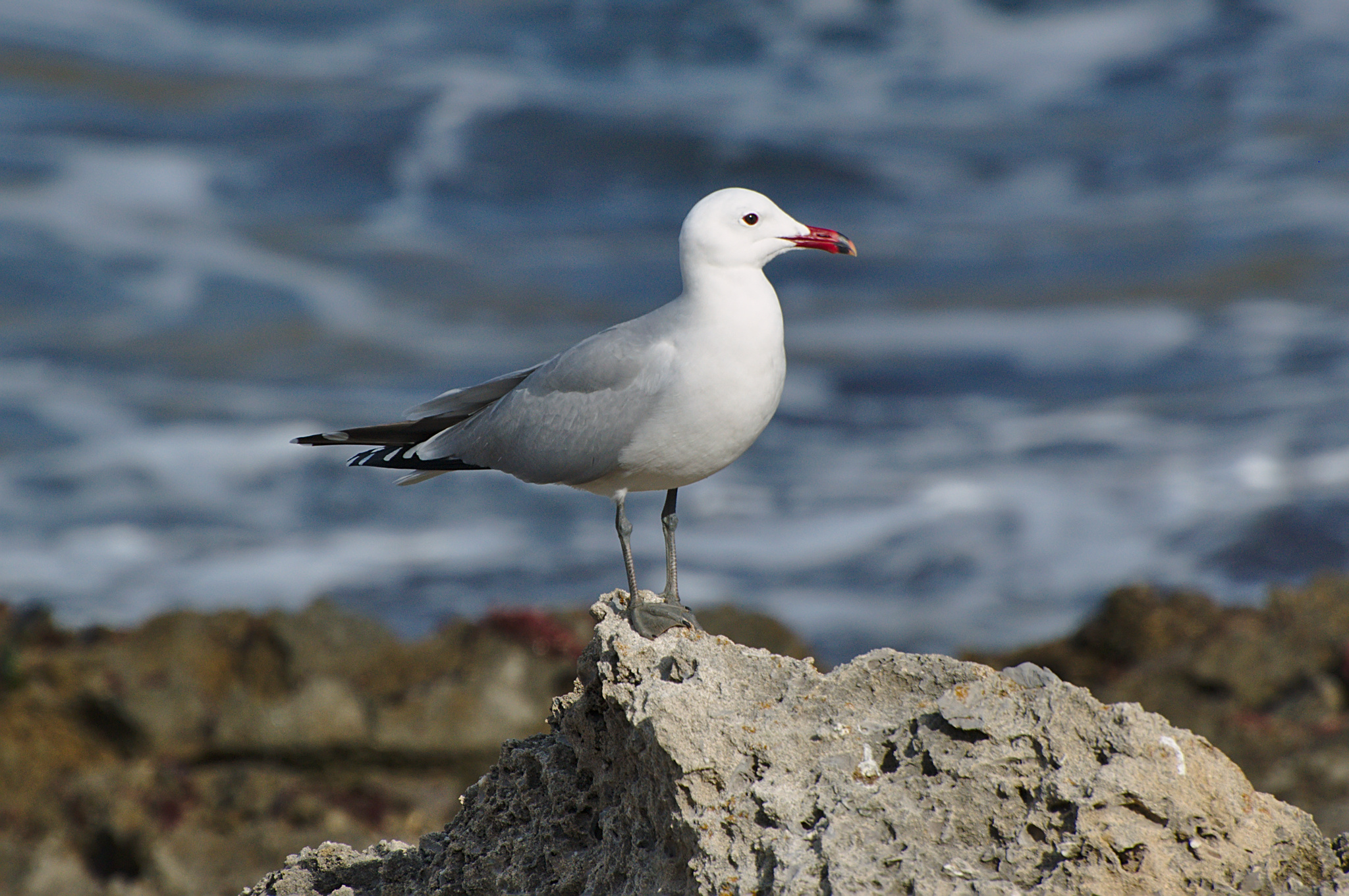
نورس أدوين
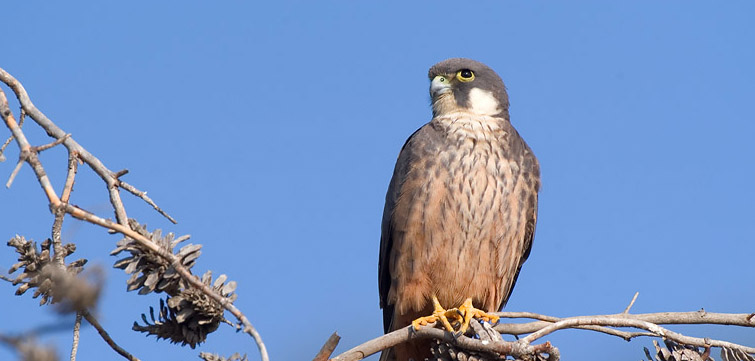
صقر أسحم
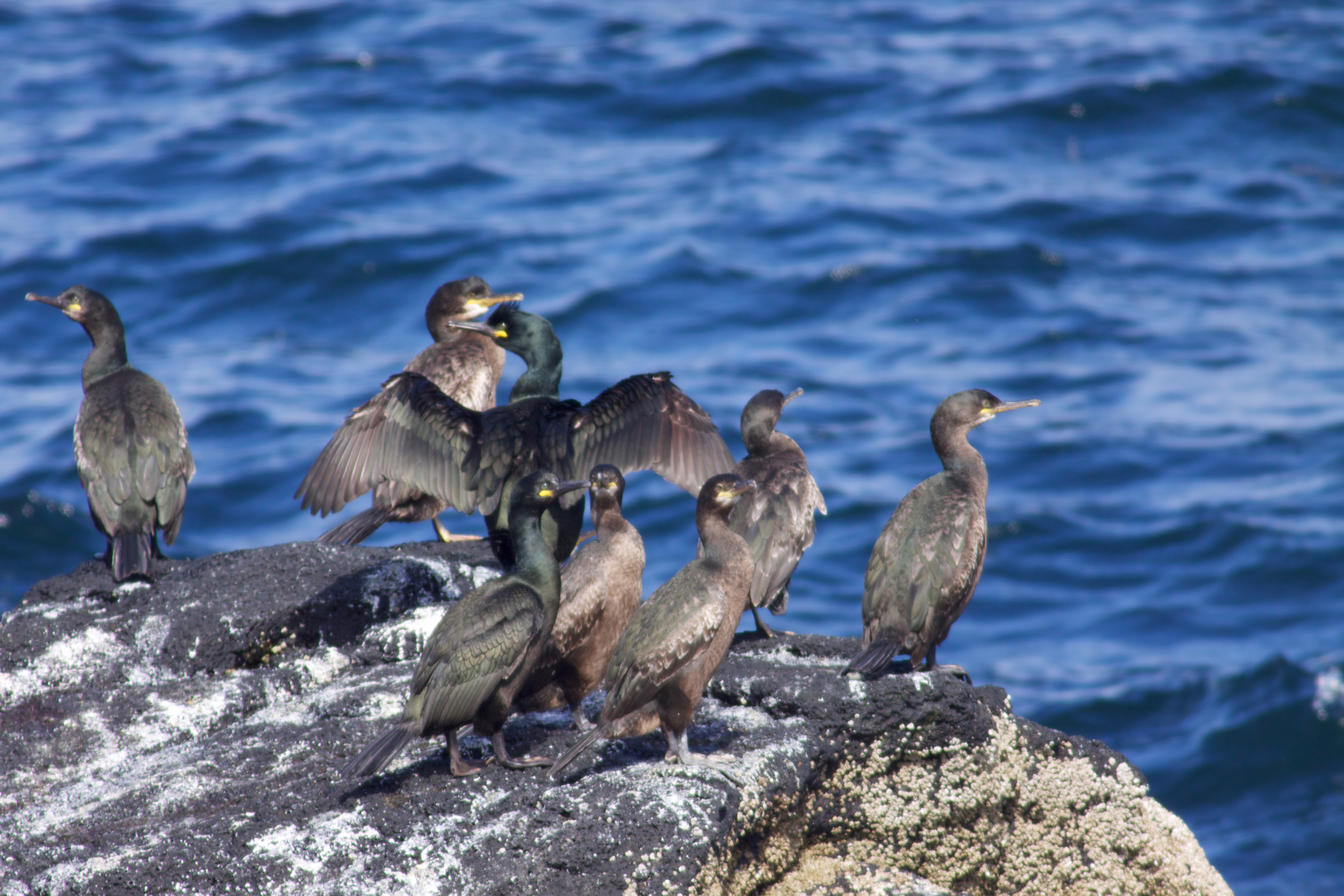
غاقة أوروبية
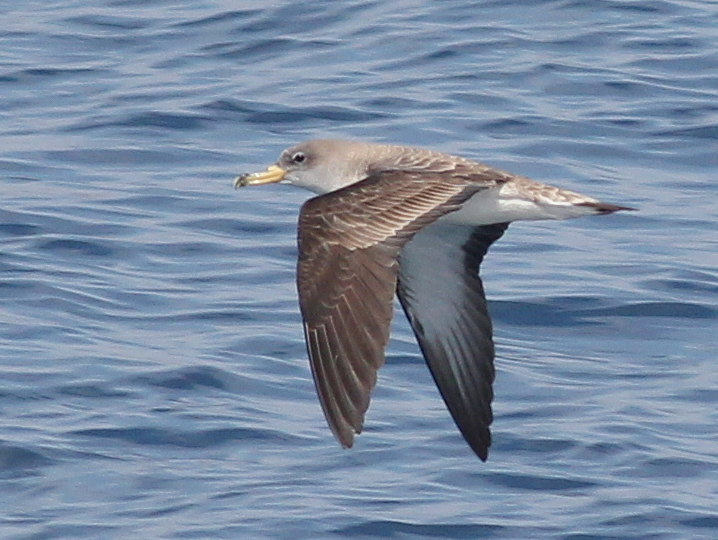
جلم الماء الكبير
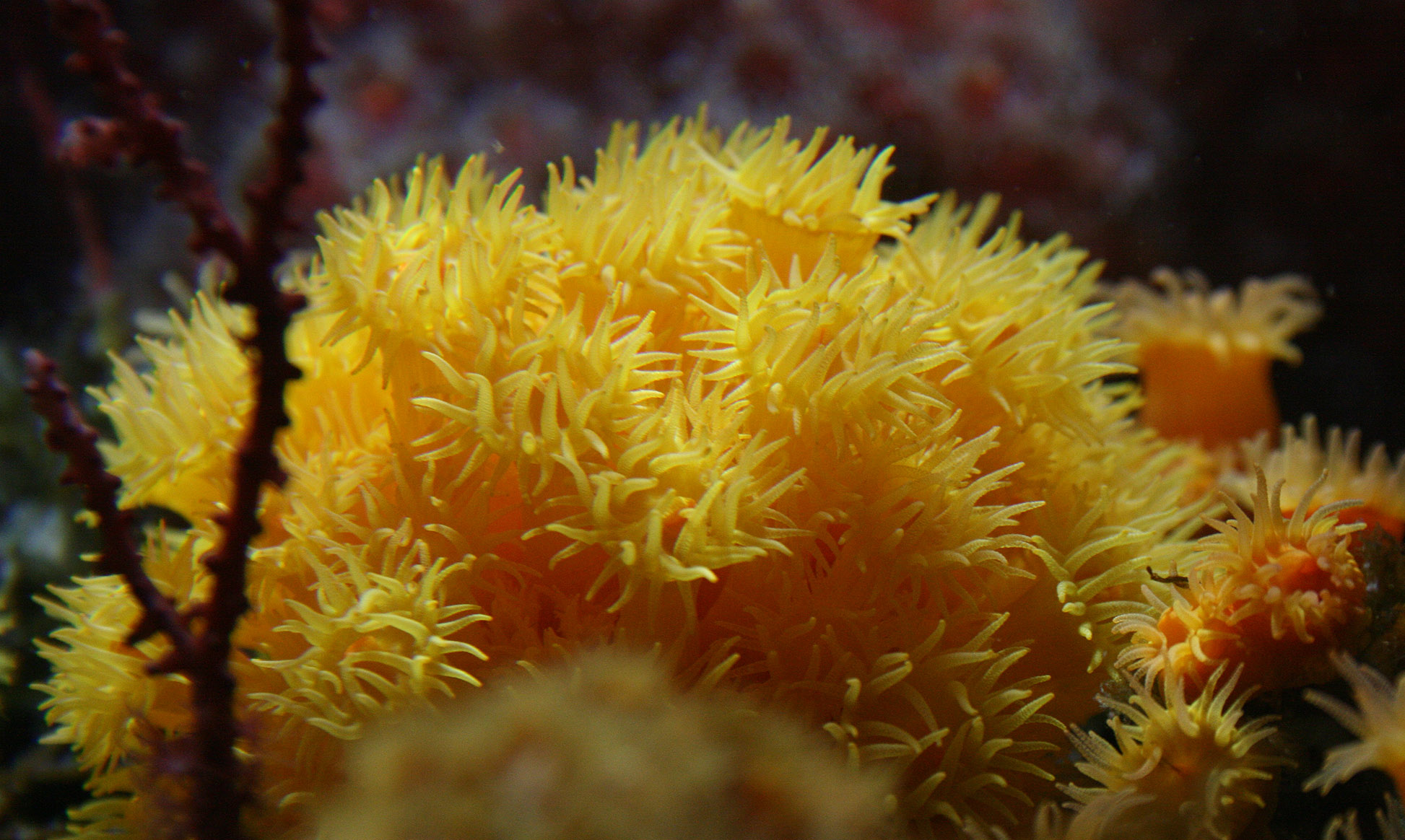
شبه المرجان البرتقالي
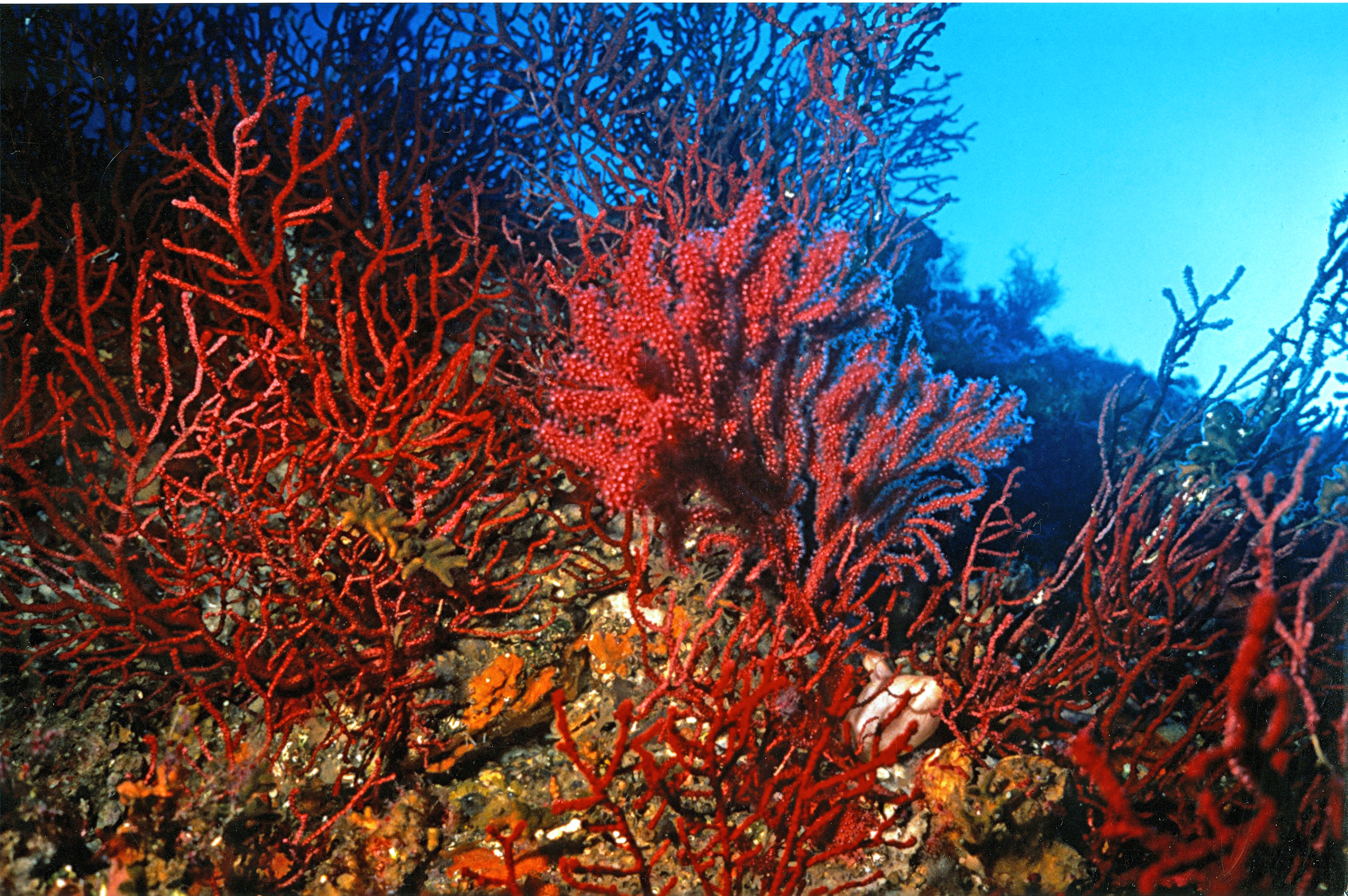
Paramucea clavata
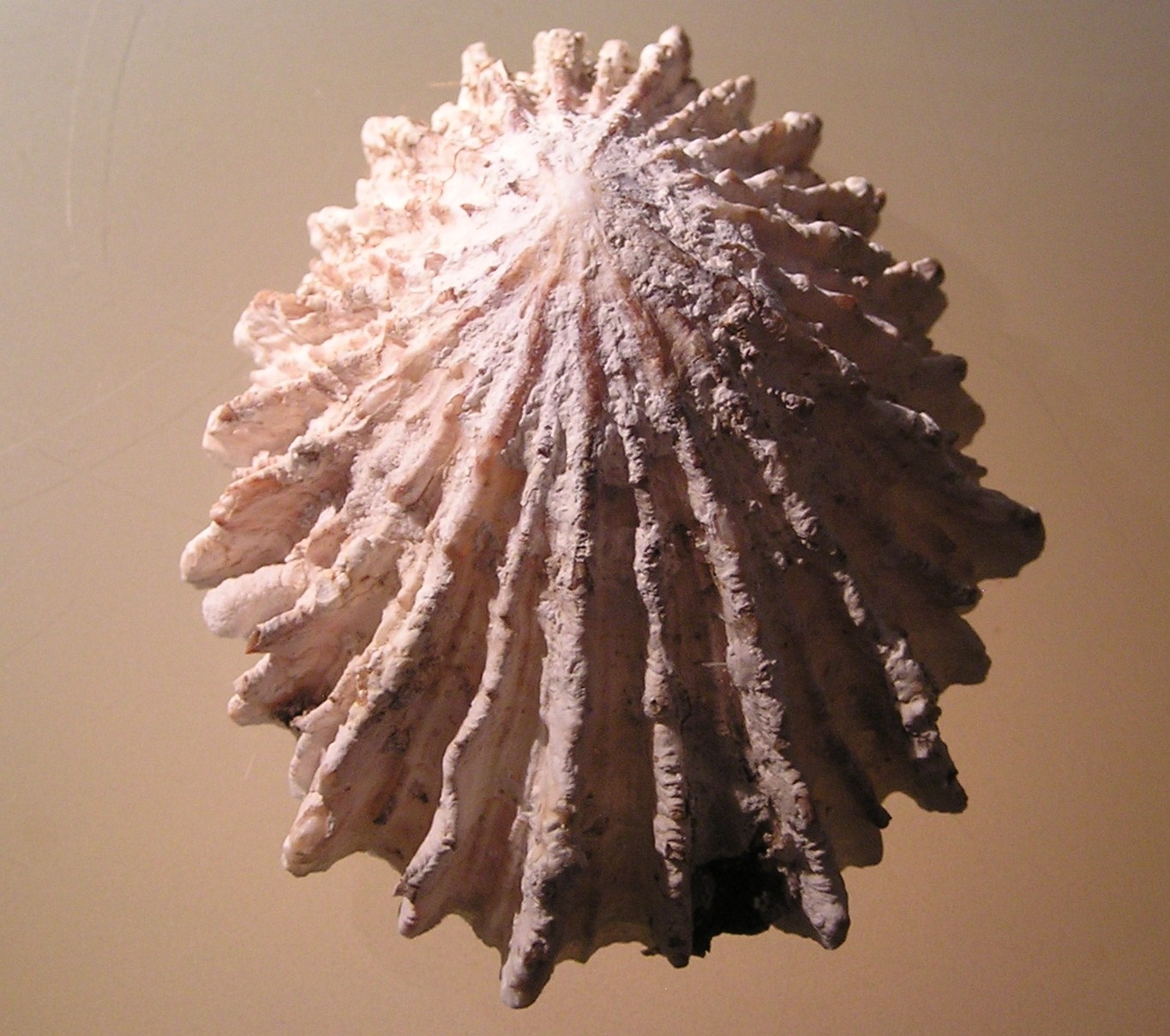
بطلينوس صدئة
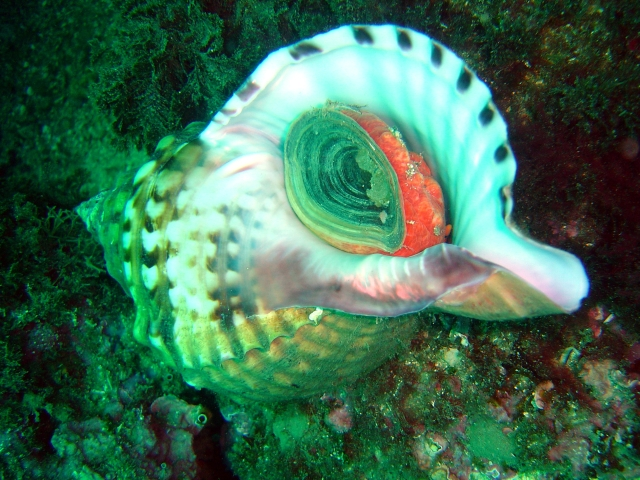
Charonia nodifera
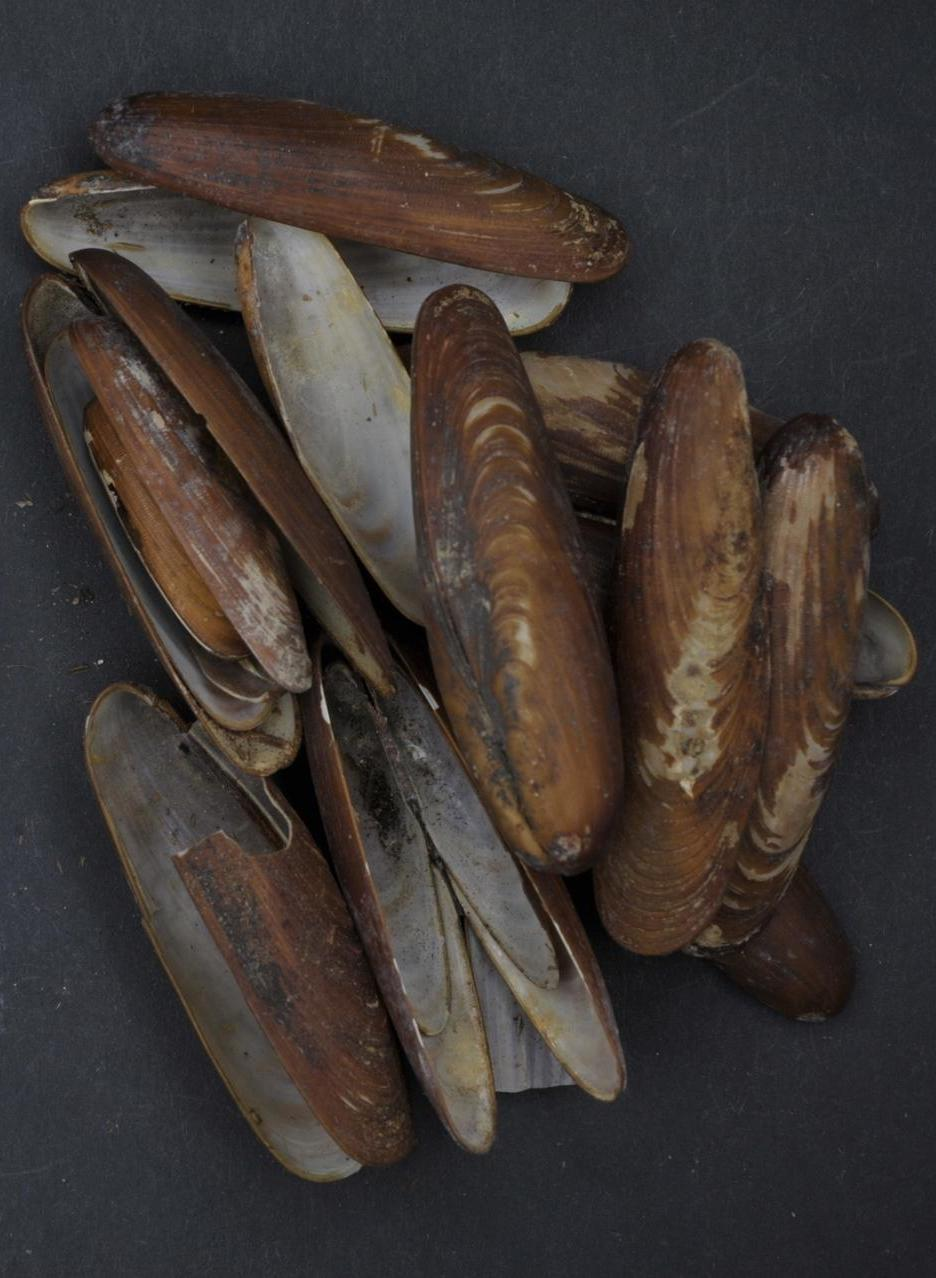
طريث طريث
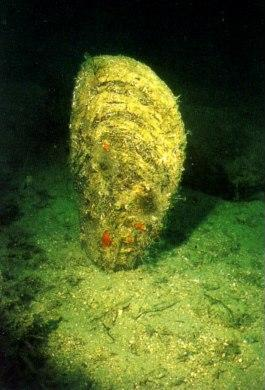
صدفة القلم النبيلة
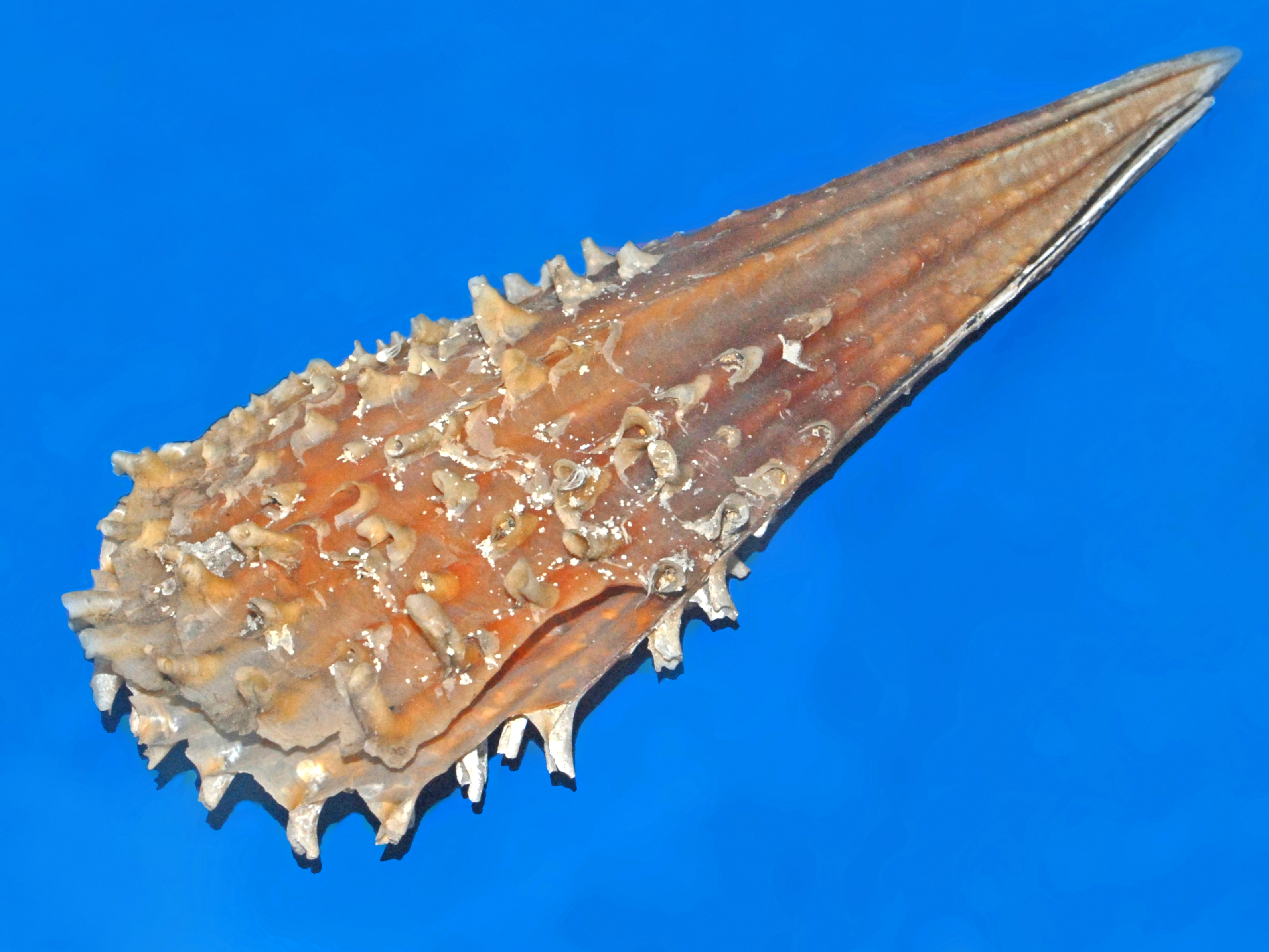
Pinna rudis
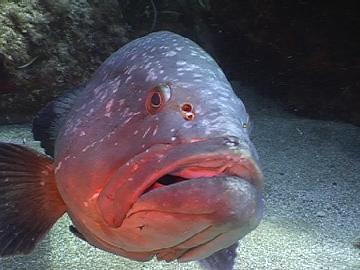
هامور هامشي
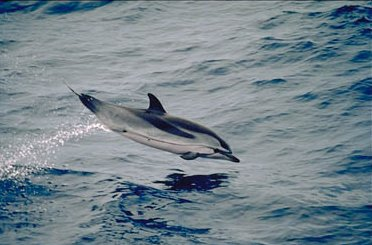
دلفين أزرق أبيض

### التصنيف
نظراً للتنوع الأحيائي الكبير الذي تتمتع به ووجود بعض الأنواع المهددة بخطر الإنقراض بها تم تصنيف جزر حبيبة كمحمية طبيعية بحرية ذات أهمية إيكولوجية من قبل السلطات الجزائرية سنة 2003. كما تم سنتين فيما بعد تصنيفها منطقة محمية بشكل خاص ذات أهمية متوسطية (ASPIM) أي سنة 2005، وذلك كونها تحتوي على العديد من الأنواع الأحيائية المتوسطية والنادرة منها خصوصا.

### الرحلات الاستكشافية والعلمية

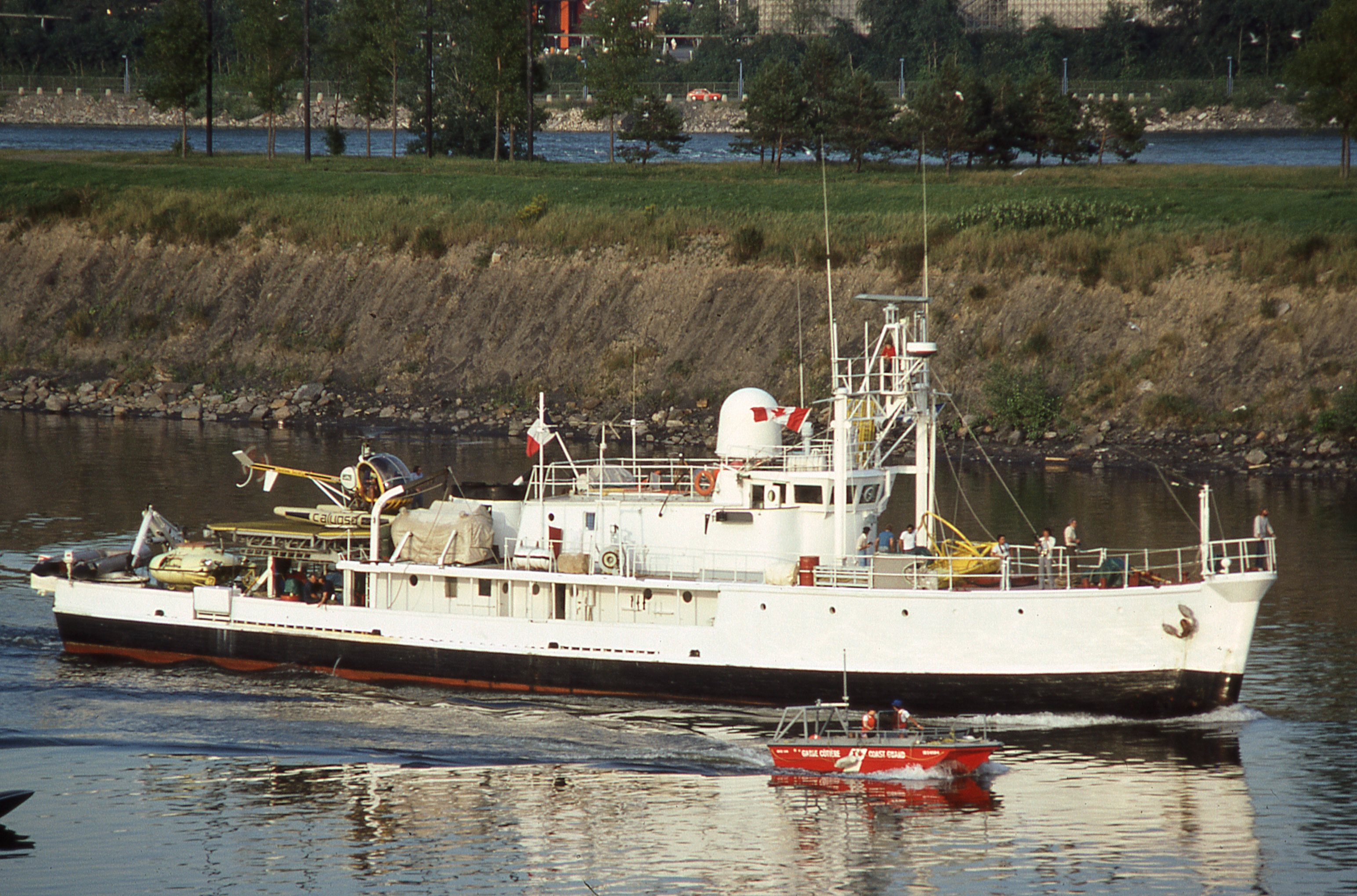
سفينة أر في كاليبسو الخاصة بكوستو

رسى القائدة كوستو عام 1977 بسفينته الشهيرة آر في كاليبسو في جزر حبيبة حيث صرح قائلاً «هذه واحدة من آخر 100 حجارة مفقودة في البحر الأبيض المتوسط» يقصد جزر حبيبة.
في عام 2008 قام مجموعة من العلماء من مؤسسة نيكولاس هولوت بزيارة جزر حبيبة على متن المركب الشراعي فلور دولامبول، تمثلت مهمتهم في تنفيذ المشروع المعنون «الحفاظ على محمية جزر حبيبة والترويج لها» وذلك في إطار المهمة العلمية «جزر البحر الأبيض المتوسط الصغيرة 2008» والذي عهد به للمحافظة الوطنية للساحل الجزائري ونظيرتها الفرنسية ويشارك في تمويل المشروع الدولة الجزائرية والصندوق الفرنسي للبيئة العالمية الذي ساهم بمبلغ 3 ملايين يورو. ثم ظهرت توأمة بين جزر وهران وجزر مرسيليا.
هناك مشروع تعاون بين مؤسسات إيطالية وجزائرية لتطوير نموذج إداري موحد للمنطقة البحرية المحمية (MPA) في جزر حبيبة.

### المخاطر البيئية

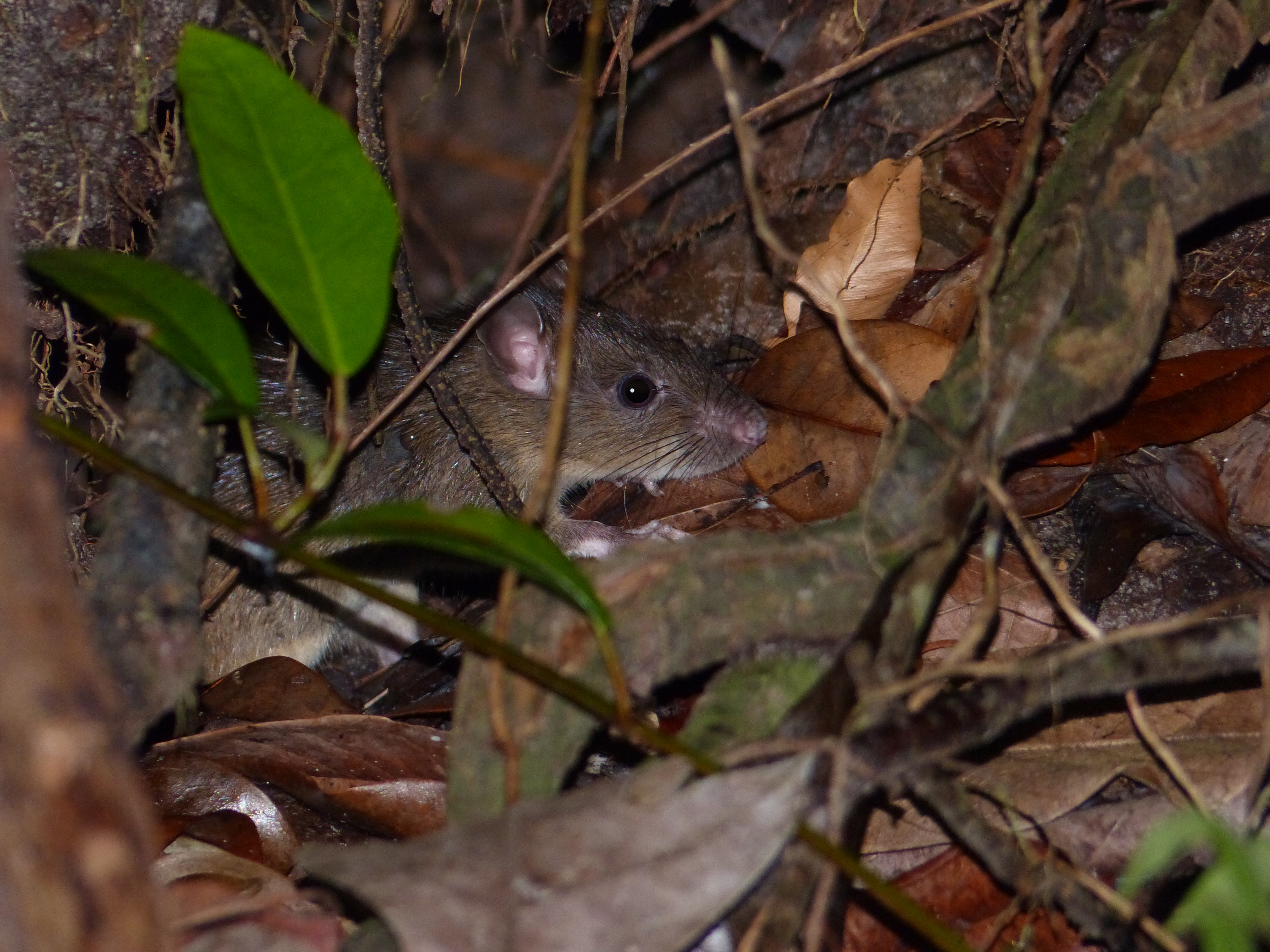
الجرذان السوداء

تهدد الجرذان السوداء الطيور البحرية النادرة والمحمية بجزر حبيبة، خاصة طيور جلم الماء الكورية المهدد بالإنقراض بسبب تغذي الجرذان على بيوضها. عالمة الأحياء الأمريكية لوريتا ماير دعت إلى تعقيم هذه القوارض بطريقة كيميائية للسيطرة على انتشارها وتخفيض أعدادها بنسبة 40 ٪ خلال 12 أسبوعًا فقط. كان للمحافظة الوطنية للساحل (CNL) وجمعية بربروسا تخفظ حول هذه الطريقة الكيميائية من عدة جوانب منها:
- ماهو تأثير هذه المواد الكيميائية على الطيور؟
- ماهو تأثير هذه المواد الكيميائية على الزواحف خاصة السحلية ذات النظارات؟
- ماذا سيكون تأثير هذه المواد الكيميائية على النباتات والحيوانات البحرية في حال حملتها مياه الأمطار للبحر؟

المخاطر التي تشكلها الطريقة الكيميائية دفعت المحافظة الوطنية للساحل لاختيار الطريقة الميكانيكية (مصائد) للحملة الأولى لمكافحة الجرذان بين أفريل وأكتوبر 2016 وتمكن هذه الطريقة من السيطرة على تكاثر الجرذان وليس ابادتها، لم تكن المصائد المستخدمة فعالة بسبب ردائة جودتها.
تعاني جزر حبيبة من التلوث نتيجة التصرفات غير المسؤولة لبعض زوارها، دفع ذلك بالكثير من الجمعيات المهتمة بالبيئة والبيئة البحرية خصوصاً إلى تنظيم حملات تنظيف بالتنسيق مع مديرية البيئة المكلفة إقليمياً بالإضافة إلى حملات تحسيسية على كامل الساحل الوهراني.

## في الإعلام
- قامت جمعية بربروسا بإنتاج فيلم وثائقي سنة 2015 بعنوان جزيرة ورجال، مدة الفيلم 37 دقيقة يهدف لإبراز الثروات الطبيعية والايكولوجية التي يزخر بها الساحل الوهراني لاسيما جزر حبيبة والجزيرة المنبسطة.[31]
- تم تصوير جزء هام من حلقة برنامج طالاسا حول الجزائر (la mer retrouvée) في جزر حبيبة، وطالاسا هو برنامج تلفزيوني فرنسي، مخصص للبحر والأنشطة البشرية المرتبطة بالبحر، تم إنتاجه بشكل مشترك وما زال يتم بثه بانتظام من قبل فرونس 3.